# 道生縣 (德克薩斯州)
道生縣（英語：Dawson County）是美國德克薩斯州西部的一個縣。面積2,336平方公里。根據美國2000年人口普查，共有人口14,985人。縣治拉米薩（Lamesa）。
成立於1876年8月21日，縣政府成立於1905年2月13日。縣名紀念德克薩斯革命时期的军人Nicholas Mosby Dawson。